# الهجرة (بني مطر)

تعديل مصدري - تعديل

الهجرة هي إحدى قرى عزلة بقلان بمديرية بني مطر التابعة لمحافظة صنعاء، بلغ تعداد سكانها 246 نسمة حسب تعداد اليمن لعام 2004.